# Millió kilométeres nagyságrend
Ez a lap a különböző nagyságrendek összehasonlítását segíti elő, 109 és 1010 méter közötti hosszúságokat (szélességeket, magasságokat, mélységeket, átmérőket, távolságokat) sorolja fel. Az összes nagyságrendet átfogó lista a Nagyságrendek listája (hosszúság) szócikkben található meg.

## Értékek
109 m egyenlő az alábbiakkal:
- 1 Gm (gigaméter)
- 1 millió km

## Csillagászat
- 1 400 000 km: a Nap átmérője
- 1 500 000 km: a James Webb űrtávcső vátható pályájának távolsága a Földtől
- 2 190 000 km: a Lexell-üstökös legközelebbi elhaladása a Föld mellett, 1770. július 1-jén; a legközelebbi feljegyzett üstökös
- 5 000 000 km: a Halley-üstökös legközelebbi elhaladása a Föld mellett, 837. április 10-én
- 9 000 000 km: a Tejútrendszer középpontjában található szupermasszív fekete lyuk, a Sagittarius A* becsült átmérője